# Clodio González Pérez

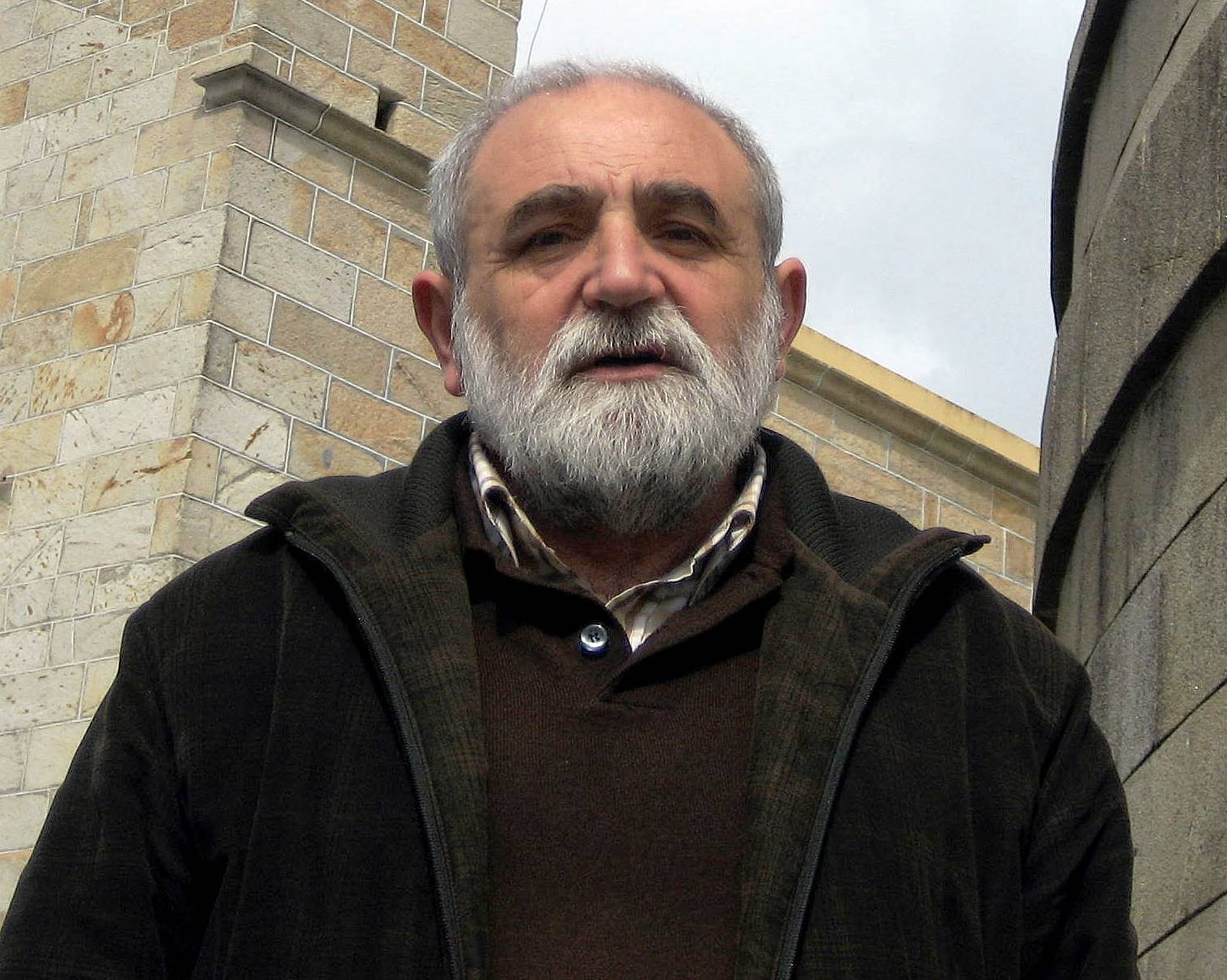
Clodio González Pérez

Clodio González Pérez (Cenlle, Ourense, 16 de Setembro de 1947) é mestre, etnógrafo e historiador.
Exerce de mestre no Colégio de Urdilde.
Teve postos de responsabilidade como secretário da Seção de Etnografia e Folclore do Instituto Padre Sarmiento de Estudos Galegos e coordenador das coleções 'Os nosos humoristas' e 'Raizames'. Membro do padroado do Museo do Pobo Galego e da Seção de Antropologia Cultural do Consello da Cultura Galega..
É colaborador do jornal Galiza Hoxe. Faz parte do Conselho Consultivo da Gran Enciclopedia Gallega..

## Obra
Leva escritas mais de uma vintena de obras incluídas biografias de relevantes personalidades do galeguismo cultural.
- Historia de Puenteareas, junto com Mariano Piñeiro Groba, Ponteareas: Centro cultural municipal, 1983, ISBN 84-500-9173-X.
- Castelao: caricaturas e autocaricaturas, Ediciós do Castro, 1986, ISBN 84-7492-286-0.
- A festa dos maios, Edicións Ir Indo, 1989, ISBN 84-7680-014-2.
- A festa dos maios en Galicia: unha aproximación histórico-antropolóxica ó ciclo de maio, Deputación Provincial de Pontevedra, Servicio de Publicacións, 1989, ISBN 84-86845-17-3.
- As festas cíclicas do ano: temas de cultura popular para o ensino, Museo do Pobo Galego, 1991, ISBN 84-600-7897-3.
- O concello de Rois: : historia, economía e arte, catálogo arqueolóxico, artístico e monumental,  junto com Junta da Galiza, Concelho de Rois, 1990, ISBN 84-505-9820-6.
- Fermín Bouza Brey, estudios e escolmas, junto com Xosé Manuel Dasilva Fernández e Fernando Acuña Castroviejo, Junta da Galiza, 1992, ISBN 84-453-0410-0.
- A coca e o mito do dragón, Edicións Ir Indo, 1993, ISBN 84-7680-127-0.
- A producción tradicional do ferro en Galicia: as grandes ferrerías da provincia de Lugo, Servicio de Publicacións, Deputación Provincial de Lugo, 1994, ISBN 84-86824-49-4.
- Xesús Ferro Couselo: vida e obra, Editorial Toxosoutos, 1996, ISBN 84-89129-19-3.
- Meendiño, Martín Codax, Xoán de Cangas, Editorial Toxosoutos, 1997, ISBN 84-89129-42-8.
- Brión: historia, economía, cultura e arte, Editorial Toxosoutos, 1998, ISBN 84-89129-09-6.
- Antonio Fraguas Fraguas: profesor, xeógrafo, historiador, antropólogo : galego de ben, Edicións Ir Indo, 1998, ISBN 84-7680-274-9.
- Roberto Blanco Torres: vida e obra, Editorial Toxosoutos, 1998, ISBN 84-89129-22-3.
- Eladio Rodríguez González: vida e obra, Editorial Toxosoutos, 2000, ISBN 84-95622-03-3.
- Disertación sobre las eficaces virtudes y uso de la planta llamada carquesa: conocida en Galicia por el nombre Carqueixa, junto com Martín Sarmiento, Editorial Toxosoutos, 2002, ISBN 84-95622-40-8.
- La iglesia y el cementerio de Santa María a Nova de Noia, junto com Suso Xogaina; Deputación Provincial da Coruña. Imprenta Provincial, 2003, ISBN 84-95950-45-6.
- Cruces e cruceiros antigos de Vilagarcía de Arousa, junto com Xoán Ramón Marín Martínez, Deputación Provincial de Pontevedra, Servicio de Publicacións, 2003. ISBN 84-8457-169-6.
- Compostela. A historia dunha lenda., junto com Pepe Carreiro, Editorial Toxosoutos, 2003, ISBN 84-95622-94-7.
- Ciudad de Vigo: Villa de Bouzas : Alcabre, Beade, Bembrive, Cabral, con Francisco Avila y la Cueva, Editorial Toxosoutos, 2003, ISBN 84-95622-88-2.
- O Ribeiro, Terra, água e viño, junto com José A. López Martínez, Deputación Provincial de Ourense, 2003, ISBN 84-96011-40-2.
- Xaquín Lorenzo Fernández (Xocas) 1907-1989, Noia, Editorial Toxosoutos, 2004, ISBN 84-96259-08-0.
- Historia do traxe galego, Colección Andel, Xunta de Galicia, 2005, ISBN 84-453-4196-0.
- Xosé María Álvarez Blázquez 1915-1985: A terra é o fito chantado no centro xeométrico do meu horizonte, Editorial Toxosoutos, ano 2008, ISBN 84-96673-36-6.

Também tem publicados numerosos artigos sobre temas relacionados com as tradições galegas, a arquitectura popular, etc
Também colaborou em obras coletivas, como as seguintes:
- Vixencia das marcas peroais: as dos veciños de Murias de Rao, Navia de Suarna (Galicia) nas Actas del Coloquio Internacional de Gliptografía de Pontevedra, julho de 1986, Vol. 1, 1986, ISBN 84-86845-08-4, pp. 187–192.
- Marcas de canteiro das igrexas do concello de Rois (Galicia) nas Actas del Coloquio Internacional de Gliptografía de Pontevedra, julho de 1986, Vol. 2, 1988, ISBN 84-86845-07-6, pp. 613–622.
- As marcas de canteiro das torres de Altamira, Brion (Galicia) nas Actas del Coloquio Internacional de Gliptografía de Pontevedra, Julho de 1986, Vol. 2, 1988, ISBN 84-86845-07-6, pp. 605–611.
- Nos lindeiros da galeguidade. Estudo antropolóxico do Val de Fornela., junto com Luis Costa Vázquez-Mariño e Xosé Manuel González Reboredo, Consello da Cultura Galega, 2002, ISBN 84-95415-56-9..[6]
- Román Martínez de Montaos, un facendista galego do século XIX : Porto do Son, 1776-Vigo, 1856, junto com Fernando López Castellano e Ignacio Muñoz Martín, Editorial Toxosoutos, 2006, ISBN 84-96673-05-7.

## Premios
Obteve o Premio Nacional de Periodismo Artes y tradiciones populares do Ministério de Cultura em 1983 de 1984 de 1985 e 1986.
Em 1983 o concelho de Ponteareas outorgou-lhe o Prêmio do concelho por Aproximação à história de Ponteareas.
Também obteve os Prêmios de pesquisa da Deputação de Pontevedra (1987 e 1992) pelos livros A festa dos maios en Galicia. Unha aproximación histórico-antropolóxica ao ciclo de Maio e A produción tradicional do ferro en Galicia. As grandes ferrarias de Lugo.
Em 1999, obteve a Coruxa de honra em Fene.